# Боббі Логсе
Боббі Логсе  (швед. Bobby Lohse, 3 лютого 1958) — шведський яхтсмен, олімпійський медаліст.

## Виступи на Олімпіадах
| Олімпіада      | Дисципліна   | Місце |
| -------------- | ------------ | ----- |
| Барселона 1992 | клас Зоряний | 5     |
| Атланта 1996   | клас Зоряний | 2     |

## Зовнішні посилання
- Досьє на sport.references.com [Архівовано 5 листопада 2012 у Wayback Machine.]